# Distretto di Edirne
Il distretto di Edirne costituisce il distretto centrale della provincia di Edirne, in Turchia.

## Geografia fisica
Il distretto si trova nel nordovest della Tracia turca, al confine con la Grecia e la Bulgaria. Confina altresì con i distretti di Lalapaşa, Süleoğlu e Uzunköprü.
Nel suo territorio si trovano i posti di confine di Kapıkule (con la Bulgaria) e Pazarkule (con la Grecia).

## Amministrazioni
Al distretto, oltre al centro capoluogo, appartengono 37 villaggi.

### Comuni
- Edirne (centro)

### Villaggi
| - Ahi - Avarız - Bosna - Budakdoğanca - Büyükdöllük - Büyükismailce - Değirmenyanı - Demirhanlı - Doyran - Ekmekçi - Elçili - Eskikadın - Hacıumur | - Hasanağa - Hatipköy - Hıdırağa - İskender - Karabulut - Karakasım - Karayusuf - Kayapa - Kemal - Korucu - Köşençiftliği - Küçükdöllük | - Menekşesofular - Muratçalı - Musabeyli - Orhaniye - Sarayakpınar - Sazlıdere - Suakacağı - Tayakadın - Üyüklütatar - Uzgaç - Yenikadın - Yolüstü |

Prima della Convenzione di Sofia del 1915 sulla rettifica della frontiera fra Bulgaria ed Turchia al distretto appartenevano anche: Armutlar (odierna Prisadets), Dimitriköy (odierna Dimitrovche), Evciler (odierna Ravna gora), Fikel (odierna Matochina), Hasköy (odierna Sladun), Karahadır (odierna Chernodab), Kayıkköy (odierna Raykova mogila), Kireçlik (odierna Varnik), Mihaliç (odierna Mihalich), Mustıraklı (odierna Mustrak), Paşaköy (odierna Generalovo), Paşaköy o Paşa-mahalle (odierna Pashovo), Tatarköy o Hamidiye-Tatarköy (odierna Filipovo), Türk-Lefke (odierna Levka), Üsküdar (odierna Shtit) e Virantekke (odierna Kapitan Andreevo).